# Laena sehnali
Laena sehnali – gatunek chrząszcza z rodziny czarnuchowatych i podrodziny omiękowatych.
Gatunek ten został opisany w 2008 roku przez Wolfganga Schawallera. Miejsce typowe leży w Eryizuxiang.
Chrząszcz o ciele długości od 7 do 9,5 mm, z wierzchu nieco metalicznym. Przedplecze prawie kwadratowe, o brzegach bocznych obrzeżonych, tylnym brzegu nieobrzeżonym i niezagiętym w dół, kątach tylnych zaokrąglonych; jego powierzchnia z trzema wgłębieniami, pokryta rozproszonymi, w niektórych przypadkach opatrzonymi długimi szczecinkami punktami oddalonymi od siebie 2–5 średnic. Na pokrywach brak rowków, tylko ułożone w rzędy punkty, wielkości tych na przedpleczu i pozbawione szczecinek. Na międzyrzędach nieliczne, małe, również pozbawione szczecinek punkty. Siódmy międzyrząd płaski jak pozostałe. Odnóża obu płci z wyraźnymi zębami na udach. Samiec ma golenie tylne nieco S-kształtne, na silnie zgrubiałych przednich udach szeroki ząb i zębopodobny przedni róg, a apicale jego edeagusa jest łopatkowate.
Owad endemiczny dla Chin, znany tylko z Syczuanu.